# Saint-Martin-lès-Melle
Saint-Martin-lès-Melle è un comune francese di 892 abitanti situato nel dipartimento delle Deux-Sèvres nella regione della Nuova Aquitania.

## Società

### Evoluzione demografica
Abitanti censiti